# Andy Diggle
Andy Diggle es un guionista de cómics británico y antiguo editor de 2000 AD. Es conocido por su creación para la línea Vertigo de DC Comics Los perdedores, y por su trabajo en las series La Cosa del Pantano, Hellblazer, Adam Strange y Silent Dragon, para DC Comics, y Thunderbolts y Daredevil para Marvel. 
En 2013, Diggle abandonó su trabajo en Action Comics y empezó a colaborar con la editorial independiente Dynamite Entertainment, escribiendo la serie policiaca y paranormal Uncanny. En la actualidad también realiza otro "thriller" para dicha editorial con su mujer, Angela Cruickshank, llamado Control.

## Juventud
Andy nació en Londres, Inglaterra.

## Carrera

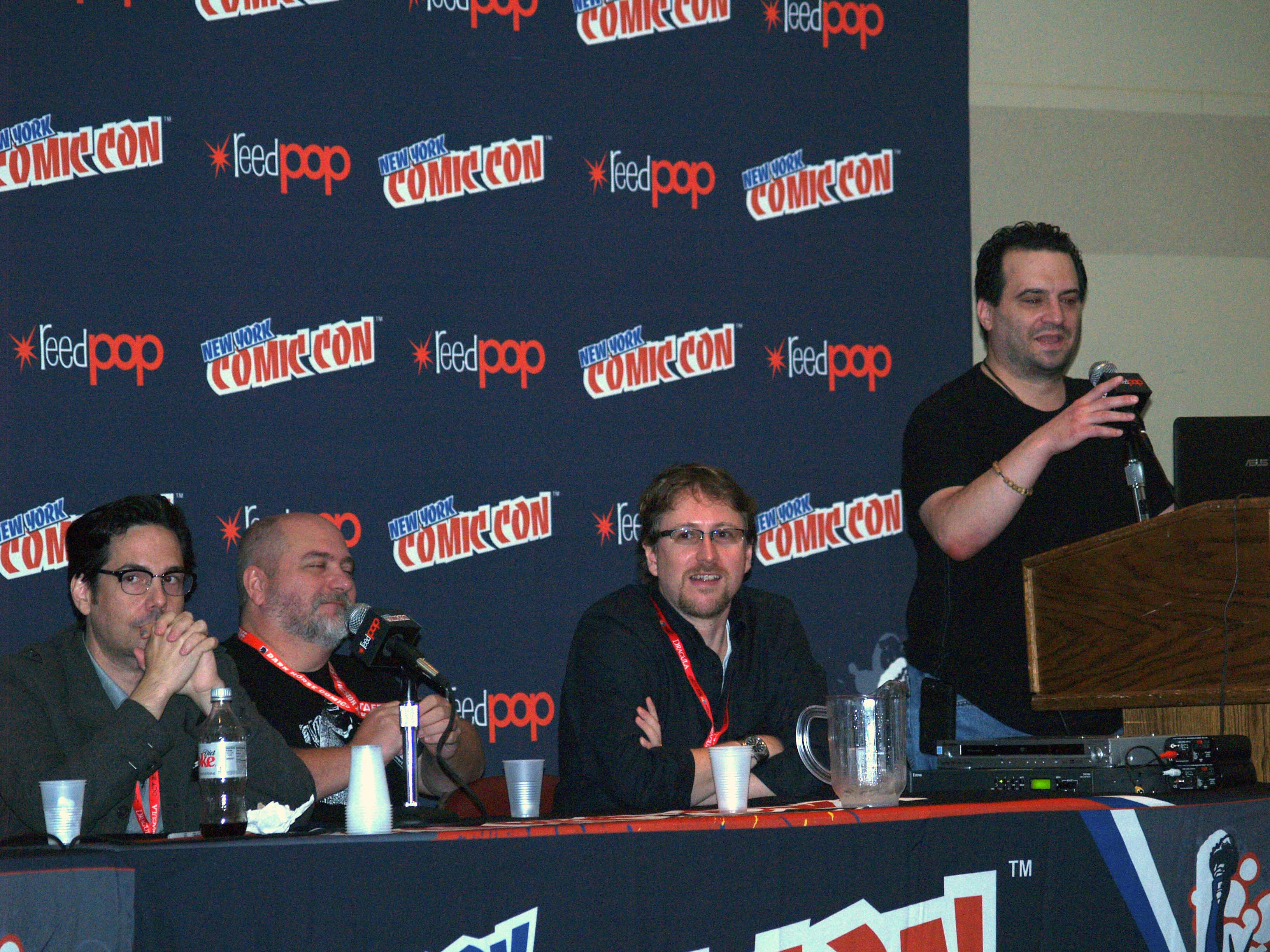
Diggle, tercero desde la izquierda, en un panel de Dynamite en la ComicCon de Nueva York de 2013. A la izquierda de Diggle están Dennis Calero y Matt Wagner.

Diggle asumió la edición de 2000 AD y Judge Dredd Magazine en 2000 y, como editor, se le atribuyó (frecuentemente por David Bishop, su empleador original) haber encabezado un retorno a los valores originales de 2000 AD. Mientras trabajaba en dicha revista escribió varias historias, incluyendo el spin-off de Juez Dredd, Lenny Zero, con Jock, con quien volvería a colaborar después de empezar a trabajar en Estados Unidos. En 2001, ganó el Premio Eagle al "Editor Favorito".
Diggle pasó un total de cinco años bajo un contrato exclusivo con DC Comics, para la que escribió Lady Constantine, Batman Confidential, Green Arrow: Year One (de nuevo con Jock), Adam Strange: Planet Heist y Hellblazer. Tras esto, Diggle escribió Guy Ritchie's Gamekeeper, para Virgin Comics. En esta época, Diggle también escribió la precuela (en formato de cómic para internet) del juego Bionic Commando, tras ser contratado por Capcom para escribir un test jugable durante el desarrollo del juego.
En 2008, Andy se convirtió en el nuevo guionista de Thunderbolts, su primer trabajo para Marvel Comics tras un especial sobre Punisher. Diggle realizó una serie de cambios en los Thunderbolts que argumentalmente se justificaron por los crossovers "Invasión Secreta" y "Reinado Oscuro". Diggle realizó un spin-off para este último evento, titulado Reinado Oscuro: Ojo de Halcón.
Diggle firmó un contrato exclusivo con Marvel a principios de 2009, y asumió el guion de Daredevil tras la salida de Ed Brubaker del título en el número 500, escribiendo Reinado Oscuro: La lista- Daredevil y la serie regular del personaje en el arco argumental Shadowland. Más tarde se convirtió en el guionista principal, acompañado por el dibujante Tony Daniel, de Action Comics (en el número 19 del volumen 2 de la serie) en mayo de 2013, tras la salida del título de Grant Morrison. Sin embargo, Diggle abandonó la serie tras un solo número (sería coguionista del número 20 y coargumentista del 21). Daniel asumió el guion de la serie en los dos números siguientes, completando así el arco argumental de tres números "Híbrido". 
En 2013 Diggle empezó a escribir el cómic policiaco y fantástico Uncanny para Dynamite Entertainment, como parte de su nueva línea de cómics. En octubre de 2013, él y su esposa anunciaron que escribirían una segunda serie para la editorial, llamada Control, también focalizada en el género negro. Tras un retraso de casi tres años, la serie vio la luz como una miniserie de 6 números en junio de 2016